# Coos Bay (Oregon)
Coos Bay ist eine 1874 gegründete Hafenstadt in Südwest-Oregon im Pazifischen Nordwesten der USA. In Coos Bay mündet der Coos River bei der Coos Bay in den Pazifischen Ozean. Das U.S. Census Bureau hat bei der Volkszählung 2020 eine Einwohnerzahl von 15.985 ermittelt.

## Lage und Verkehr
Der im Coos County gelegene Ort mit einer Fläche von 41,3 km² ist vor allem wegen seines Sandstrandes mit weitläufigen Dünen ein beliebtes Touristenziel. Ein Großteil des Dünengebietes ist Teil des Oregon Dunes National Recreation Area, einem National Recreation Area („Erholungsgebiet von Nationaler Bedeutung“) unter der Leitung des US Forest Service. Vom nördlich gelegenen North Bend führt die Oregon State Road OR 540, der Cape Arago Highway, über 22 km entlang der Küste zu den drei State Parks Sunset Bay, Shore Acres und Cape Arago.

## Sehenswürdigkeiten
Der National Park Service führt für Coos Bay 21 Bauwerke und Stätten im National Register of Historic Places (NRHP) an (Stand 5. Januar 2019), darunter das Egyptian Theatre mit über 1200 Plätzen und altägyptischem Dekor, das 1925 durch Umbau einer früheren Garage und Tankstelle entstand.

## Wirtschaft
Die Kleinstadt verfügt im Osten – in der Upper Bay von Coos Bay – über einen tidenabhängigen Seehafen (Port of Coos Bay), der für den Holzumschlag bedeutend war. Seit 1968 befindet sich hier eine pneumatische Ladestation der Firma Roseburg Forest Products für den Export von Holzhackschnitzeln (überwiegend aus Weichholz) nach Japan  mit einer Kapazität von über 20.000 Kubikmetern pro Tag.
Die kanadische Energie- und Pipelinebetreibergesellschaft Veresen (heute Pembina Pipeline) plante im Ortsteil Jordan Cove in Coos Bay ein großes Flüssigerdgasterminal für Erdgas aus den Rocky Mountains, das von hier nach Asien verschifft werden sollte. Die umweltrechtlichen Genehmigungen dafür wurden im September 2015 erteilt; das erste Gas sollte 2019 fließen. Das Projekt, das einen Umfang von 7 Milliarden Dollar haben sollte, wurde von Umweltschützern kritisiert, die die hohen Treibhausgasemissionen und sonstigen zu erwartenden Umweltschäden angesichts von nur 150 neu zu schaffenden Dauerarbeitsplätzen nicht für gerechtfertigt hielten. Im Dezember 2021 wurde das Vorhaben aufgegeben.

## Städtepartnerschaften
Seit dem 10. Februar 1983 besteht eine Städtepartnerschaft mit Chōshi in Japan.

## Söhne und Töchter der Stadt
- Adelaide Hanscom Leeson (1875–1931), Malerin und Fotografin
- Claire Falkenstein (1908–1997), Bildhauerin, Malerin, Grafikerin und Lehrerin
- Steve Prefontaine (1951–1975), Mittelstreckenläufer
- Lauren Newton (* 1952), Sängerin, Komponistin und Hochschullehrerin
- Rich Fellers (* 1959), Springreiter
- Micah Masei (* 1999), Schwimmer